# Gothic metal
Gothic metal je podvrsta heavy metala.  Izražava potištenost i mračnu romantiku, spojenu sa snagom i agresivnošću heavy metala. Nastao je devedesetih u sjevernoj Europi. Gothic metal je mračniji i znatno teži od srodnog gothic rocka. Gothic metal ili samo gothic, stilski obuhvaća veće krajnosti. Osobit je po vokalnom suprotstavljanju dijaboličnog basa, režećeg „pjevanja“, karakterističnog za death metal, i nježnog ženskog soprana. Začetnici su Paradise Lost i My Dying Bride. Tematski obuhvaća smrt, oplakivanje, nesretnu ljubav i fantastične teme.

## Ime
Izraz gothic ili pridjev gotički, u povijesti umjetnosti odnosi se na umjetničko razdoblje 13. i 14. stoljeća. Gotički roman druge polovice 18. stoljeća, bio je potaknut fantastičnim oblicima gotičke arhitekture. U gotičkim pripovijestima opisivali su se nadnaravni i stravični događaji. Sadržaji i teme gotičke proze gotovo su istovjetne tekstovima i temama gothic metala. Ipak, ova literatura je nadahnuće samo nekim sastavima.
Naziv gotički koristio je Giorgio Vasari početkom 16. stoljeća, kao pogrdan naziv za gotički stil u Francuskoj, koji je po njegovom mišljenju bio barbarski i sirov, u odnosu na talijanski renesansni stil. I u kontekstu glazbenih podžanrova i gotičke supkulture,  gotika označava nešto mračno,  tajanstveno i nadnaravno.

## Povijest
Sam glazbeni žanr začeli su sastavi izvorno doom death usmjerenja, no najutecajniji je engleski sastav My Dying Bride, posebice s albumom Turn Loose the Swans. Nedugo prije izdavanja ovog albuma, svojoj postavi dodaju violinu i čiste vokale, što je praksa koju su kasnije slijedili mnogi sastavi. Sisters of Mercy izvršili su značajan utjecaj na sastave ovog žanra posebice na album Gothic, Paradise Losta.
Američka deathrock skupina Christian Death, također je imala utjecaj na gothic žanr.
I nizozemski The Gathering u početku sviraju spoj doom i death metala, da bi dolaskom nove pjevačice Anneke van Giersbergen, promijenili stil u gothic na albumu Mandylion, kojim su postigli zapažen uspjeh.  Ovaj album jedan je od najznačajnijih izdanja ovog podžanra.
Istovremeno, norveška skupina Theatre of Tragedy prihvaća osnovne značajke novog stila, te ih svjesno nastavlja koristiti, pridonoseći uspostavljanju gothic metal žanra kao samostalnog glazbenog stila.
Engleska Anathema je žanru pridonijela sporim melankoličnim tempom, stvarajući poseban ugođaj, primjerice na albumu Eternity.
Kao jedan od sastava za koje se smatra da su imali značajniji utjecaj na žanr navodi se američka skupina Type O Negative, premda u glazbenom smislu odudaraju od tipičnog europskog gothic zvuka. Stil ovog sastava više je eksperimentalni alter metal s nekim gothic elementima u depresivnosti i nihilističkim tekstovima, kao i u dubokom baritonu Petera Stelea.
Mnogi sastavi stapaju gothic metal s ostalim srodnim žanrovima, posebice s black metalom. Sastavi kao što su švedski Tiamat, talijanski Theatres Des Vampires devedesetih su uklapali elemente gothica u svoj glazbeni izričaj, kao i norveška Tristania.
Premda su granice između ovih podvrsta teško odredive, na prvom albumu Dimmu Borgira For All Tid, očit je utjecaj gothica. U vrijeme stvaranja gothic metala portugalski Moonspell eksperimentira s dark gothic black metal zvukom. Pjevač Moonspella,  Fernando Ribeiro kao glavne uzore navodi Bathory, i švicarski Celtic Frost.
Popularniju verziju gothica svira talijanski sastav Lacuna Coil, kao i američki Evanescence, koji je mnogo bliži nu metalu nego gothicu.
Mnogi europski sastavi sviraju gothic krajem devedesetih i kasnije povezujući ga i sa simfonijski metal: Within Temptation, Epica, Sirenia i drugi.
Prvi album norveškog sastava The Sins Of Thy Beloved, Lake of Sorrow objavljen 1998., ima tipičan gothic metal zvuk.
Zajednička osobina gothic metal sastava je i stalna izmjena žanrovskih određenja. Radi se o "omekšavanju" zvuka, i njegovu prilagođavanju pop ili elektro izričaju, ili o eksperimentiranju s ostalim glazbenim žanrovima.

## Najznačajniji albumi
- Turn Loose the Swans – My Dying Bride
- Gothic – Paradise Lost
- Theatre of tragedy
- Velvet Darkness They Fear – Theatre of Tragedy
- Mandylion – The Gathering
- Enter – Within Temptation
- Beyond the Veil – Tristania

## Vanjske poveznice
- Goth metal  Arhivirana inačica izvorne stranice od 27. svibnja 2020. (Wayback Machine) na Allmusicu